# 1961年の日本公開映画
- 映画 > 映画の一覧 > 年度別日本公開映画 > 1961年の日本公開映画
- 映画 > 1961年の映画 > 1961年の日本公開映画

1961年の日本公開映画（1961ねんのにほんこうかいえいが）では、1961年（昭和36年）1月1日から同年12月31日までに日本で商業公開された映画の一覧を記載。作品名の右の丸括弧内は製作国を示す。
記載の凡例については年度別日本公開映画#凡例を参照

## 作品一覧
日本映画だけで547作に上る。

### 1月
- 3日
  - 暗黒街の弾痕 （ 日本）
  - 大坂城物語 （ 日本）
  - 銀座っ子物語 （ 日本）
  - 花くらべ狸道中 （ 日本）
- 8日
  - 気分を出してもう一度 （ フランス/ イタリア)
- 9日
  - 俺の血が騒ぐ （ 日本）
  - 刑事物語 ジャズは狂っちゃいねえ （ 日本）
- 10日
  - 海賊船 （ アメリカ合衆国）
  - 決戦攻撃命令 （ アメリカ合衆国）
- 13日
  - G.I.ブルース （ アメリカ合衆国）
- 14日
  - 街から街へつむじ風 （ 日本）
- 15日
  - 銀座の恋人たち （ 日本）
  - 事件記者 時限爆弾 （ 日本）
  - 名もなく貧しく美しく （ 日本）
- 22日
  - シマロン （ アメリカ合衆国）
- 25日
  - スージー・ウォンの世界 （ アメリカ合衆国）
- 31日
  - 猛獣最後の王国 （ ベルギー）

### 2月
- 1日
  - 東京騎士隊 （ 日本）
- 8日
  - 唄は峠を越えて （ 日本）
  - 濡れ髪牡丹 （ 日本）
  - 若い狼 （ 日本）
- 11日
  - アラスカ魂 （ アメリカ合衆国）
  - 紅の拳銃 （ 日本）
  - 城塞の決闘 （ フランス /  イタリア）
  - 破れかぶれ （ 日本）
- 15日
  - 芝生は緑 （ アメリカ合衆国）
- 22日
  - 風と雲と砦[2] （ 日本）
  - 刺客屋敷 （ 日本）
- 23日
  - わが闘争 （ スウェーデン）
- 24日
  - バレン （ イタリア /  フランス /  イギリス）
- 25日
  - 暗殺指令 （ イタリア）
  - 背広三四郎 男は度胸 （ 日本）
  - 続サラリーマン忠臣蔵 （ 日本）
- 26日
  - あれが港の灯だ （ 日本）
- 28日
  - サンダウナーズ （ アメリカ合衆国）

### 3月
- 7日
  - 牝牛と兵隊 （ フランス /  イタリア）
- 12日
  - くち紅 （ イタリア）
- 15日
  - ペペ （ アメリカ合衆国 /  メキシコ）
- 18日
  - 処女の泉 （ スウェーデン）
- 19日
  - ゼロの焦点 （ 日本）
- 21日
  - 好色一代男 （ 日本）
  - 素晴らしい風船旅行 （ フランス）
- 28日
  - 赤穂浪士 （ 日本）
- 30日
  - 誰かが狙っている （ アメリカ合衆国）
- 31日
  - 未知空間の恐怖/光る眼 （ イギリス /  アメリカ合衆国）

### 4月
- 2日
  - 誰よりも誰よりも君を愛す （ 日本）
  - 寄切り若様 （ 日本）
- 8日
  - 真実 （ フランス）
- 9日
  - 十七歳よさようなら （ イタリア /  フランス）
- 15日
  - 海賊の王者 （ イタリア /  フランス）
  - 燃える平原児 （ アメリカ合衆国）
- 16日
  - 顔役暁に死す （ 日本）
  - 無鉄砲大将 （ 日本）
- 18日
  - 血ぬられた墓標 （ イタリア）
- 20日
  - エルマー・ガントリー/魅せられた男 （ アメリカ合衆国）
- 25日
  - アマゾンの女王 （ イタリア）
  - 社長道中記 （ 日本）
  - 用心棒 （ 日本）
- 26日
  - 喧嘩富士 （ 日本）

### 5月
- 1日
  - 危険な関係 （ フランス）
- 3日
  - 有難や節 あゝ有難や有難や （ 日本）
  - おてもやん （ 日本）
  - 黒い十人の女 （ 日本）
  - 荒野の七人 （ アメリカ合衆国）
- 5日
  - 底抜けシンデレラ野郎 （ アメリカ合衆国）
  - 太平洋の虎鮫 （ アメリカ合衆国）
- 7日
  - 赤と青のブルース （ フランス）
  - 続・社長道中記 （ 日本）
- 10日
  - うっちゃり姫君 （ 日本）
  - 投資令嬢 （ 日本）
- 13日
  - ろくでなし野郎 （ 日本）
- 17日
  - 歌え!太陽 （ イタリア）
  - ボーイハント （ アメリカ合衆国）
- 24日
  - 東京おにぎり娘 （ 日本）
  - 馬上の二人 （ アメリカ合衆国）
- 30日
  - 妻として女として （ 日本）

### 6月
- 6日
  - 草原の脱走 （ フランス）
- 7日  
  - 背広姿の渡り鳥 （ 日本）
  - ドドンパ酔虎伝 （ 日本）
- 9日  
  - 風来坊探偵 赤い谷の惨劇 （ 日本）
- 13日
  - あばずれ西部魂 （ アメリカ合衆国）
- 14日
  - 荒馬と女 （ アメリカ合衆国）
- 17日
  - 黒い画集 ある遭難 （ 日本）
- 22日
  - 栄光への脱出 （ アメリカ合衆国）
- 23日
  - 風来坊探偵 岬を渡る黒い風 （ 日本）
- 30日
  - ズール族の襲撃 （ アメリカ合衆国）

### 7月
- 1日
  - いのちの朝 （ 日本）
  - 香港の夜 （ 日本/ イギリス領香港）
- 4日
  - ふたりの女 （ イタリア）
- 7日
  - 勝負に賭ける男 （ アメリカ合衆国）
  - 南海ピンク作戦 （ アメリカ合衆国）
- 8日
  - 片目のジャック （ アメリカ合衆国）
- 9日
  - 雲がちぎれる時 （ 日本）
  - ララミー砦 （ アメリカ合衆国）
- 14日
  - 明日なき夜 （ フランス）
- 19日  
  - 宇宙快速船 （ 日本）
- 29日  
  - うっかり博士の大発明 フラバァ （ アメリカ合衆国）
- 30日
  - アワモリ君売出す （ 日本）
  - モスラ （ 日本）

### 8月
- 5日  
  - ファンキーハットの快男児 （ 日本）
- 6日  
  - 有難や三度笠 （ 日本）
- 13日
  - 喜劇 駅前団地 （ 日本）
  - 機動捜査班 都会の牙 （ 日本）
  - 紅の海 （ 日本）
  - 高原児 （ 日本）
- 15日
  - ナバロンの要塞 （ イギリス /  アメリカ合衆国）
- 18日
  - 秘密諜報機関 （ アメリカ合衆国）
- 24日  
  - ずらり俺たちゃ用心棒 （ 日本）
- 27日
  - 鯉名の銀平 （ 日本）
  - 雑婚時代 （ 日本）

### 9月
- 5日
  - 蒼い渚 （ アメリカ合衆国）
- 9日
  - 二十歳の火遊び （ アメリカ合衆国）
  - リオ・コンチョス （ アメリカ合衆国）
- 10日
  - あいつと私 （ 日本）
  - 追跡 （ 日本）
- 12日
  - 真紅の男 （ 日本）
  - 新入社員十番勝負 （ 日本）
- 13日
  - ファンキーハットの快男児 二千万円の腕 （ 日本）
- 15日
  - 明日なき十代 （ アメリカ合衆国）
  - 謎の大陸 アトランティス （ アメリカ合衆国）
- 17日
  - アッちゃんのベビーギャング （ 日本）
  - ゲンと不動明王 （ 日本）
- 19日
  - 九月になれば （ アメリカ合衆国）
- 22日
  - 勇者テシアス （ イタリア）
- 23日
  - 黄色い風土 （ 日本）
  - 六年目の疑惑 （ イギリス/ アメリカ合衆国）
- 30日
  - 悪名 （ 日本）
  - 性生活の知恵 第二部 （ 日本）

### 10月
- 5日
  - アドリアの女海賊 （ イタリア）
  - あなたも私もキスをする  （ イタリア）
  - 陰母神カーリ （ イギリス）
- 8日
  - 世界大戦争 （ 日本）
  - アワモリ君乾杯! （ 日本）
- 15日
  - 雨のしのび逢い （ フランス）
- 17日
  - 赤い谷 （ アメリカ合衆国）
- 20日
  - 夜と霧 （ フランス）
- 22日
  - 堂堂たる人生 （ 日本）
- 24日
  - 鞄を持った女 （ イタリア）
  - 嬉し泣き （ アメリカ合衆国）
- 25日
  - さよならをもう一度 （ アメリカ合衆国）

### 11月
- 1日
  - アメリカの夜 （ イタリア）
  - 石松社員は男でござる （ 日本）
  - 残酷な夜 （ イタリア）
  - 若君と次男坊 （ 日本）
- 3日
  - 価値ある男 （ メキシコ）
- 4日
  - ティファニーで朝食を （ アメリカ合衆国）[3]
- 5日
  - ダニー・ケイの替え玉作戦 （ アメリカ合衆国）
- 11日
  - 嵐の季節 （ アメリカ合衆国）
- 12日
  - 黒い画集 第二話 寒流 （ 日本）
  - 二人の息子 （ 日本）
- 17日
  - 絞首台の決斗 （ アメリカ合衆国）
  - 草原の輝き （ アメリカ合衆国）
- 19日
  - 明日を呼ぶ港 （ 日本）
- 21日
  - 青春の旅情 （ アメリカ合衆国）
- 22日
  - 深海の謎 （ アメリカ合衆国）
  - 猫と鰹節 ある詐欺師の物語 （ 日本）
  - 野盗風の中を走る （ 日本）
- 26日
  - 野獣の門 （ 日本）

### 12月
- 5日
  - アメリカの裏窓 （ フランス）
  - ギャング紳士録 （ アメリカ合衆国）
  - 何がなんでも首ったけ （ フランス）
- 6日
  - 暁の全滅作戦 （ チェコ）
- 7日
  - 隠し砦の鬼隊長 （ ユーゴスラビア）
- 8日
  - 女は女である （ フランス /  イタリア）
- 9日
  - 花影 （ 日本）
  - ベビーギャングとお姐ちゃん （ 日本）
- 12日
  - 恐怖の振子 （ アメリカ合衆国）
- 15日
  - キング・オブ・キングス （ アメリカ合衆国）
- 17日
  - 暗黒街撃滅命令 （ 日本）
  - 喜劇の王様たち （ アメリカ合衆国）
  - 続 悪名 （ 日本）
- 20日
  - コマンチェロ （ アメリカ合衆国）
- 22日
  - 裏街 （ アメリカ合衆国）
- 23日
  - ウエスト・サイド物語 （ アメリカ合衆国）
- 24日
  - アラブの嵐 （ 日本）
  - アワモリ君西へ行く （ 日本）
  - 喜劇 駅前弁当 （ 日本）
- 26日
  - 海賊島の秘密 （ アメリカ合衆国）
  - ガールハント （ アメリカ合衆国）